# Wraith: The Oblivion
Wraith: The Oblivion (No Brasil Aparição: O Limbo ou Aparição: O Esquecimento) é um jogo de RPG de horror gótico pertencente à linha Storyteller, publicada pela White Wolf nos EUA. Os Wraiths (Aparições) são mortos inquietos, pessoas com assuntos inacabados que morreram antes que pudessem resolvê-los na terra. Estes arquétipos são utilizados como forma de compor experiências, aprender sobre as necessidades e frustrações básicas humanas. Isso é um jogo, então sua função é divertir. É importante salientar que este cenário é o mais denso de todos e que utilizar esse desespero de perder a esperança, não tornou o jogo mais fácil de ser compreendido. E jogado.
Esse cenário faz parte de um grupo de cenários que compõem um mundo chamado de O Mundo das Trevas. Outros títulos que compõem a linha são: Vampiro: A Máscara; Lobisomem: O Apocalipse e outros.
Após o cancelamento do jogo em 1999, White Wolf revisitou alguns dos temas  Wraith  em sua minissérie de role-playing   Orpheus . Em 2011, o informativo online loja de jogos DriveThruRPG.com começou a oferecer os livros Wraith the Oblivion em um formato de impressão sob demanda através do site DriveThruRPG, tornando todos os livros disponíveis para compra mais uma vez. Uma edição impressa do 20º aniversário também foi anunciada por Onyx Path Publishing.
"Wraith: The Oblivion" apresentou uma representação artisticamente consistente da vida após a morte e temas emocionais fortes, mas foi o menos comercialmente popular nos jogos World of Darkness. White Wolf interrompeu a produção da linha do jogo em 1999, antes de ter publicado todo o material originalmente planejado.

## O Oblivion -O Limbo
Lá está O Oblivion, O Limbo
O Oblivion ou O Limbo é o abismo do esquecimento eterno, para onde irão os mortos quando seus nomes forem apagados do livro da criação. É onde habita o nada. O limbo fica no centro do Mundo Inferior.
Como entender a Morte
A morte é o medo do nada, é o medo do esquecimento, da obliteração. É disso que esse jogo trata, do desespero de estar morto e do medo transformado em pesadelo. O terror de que das possibilidades nefastas e morbidas que esse estado pode causar. Assim, quando um jogador imagina um morto inquieto, uma Aparição, seguem determinadas características mínimas:
- Seus grilhões são conexões mais fortes ao mundo real, são elas que os prendem ao mundo dos vivos: pessoas, lugares e as coisas.
- Suas paixões são declarações de objetivos consistentes que os liga ao mundo dos vivos: vingança, proteção e outros.
Próximo de morrer pode-se sentir a presença morbida da decomposição e da aproximação do Limbo.

## Mundo Inferior
Indo direto para o Mundo Inferior
É o lugar do habitat dos mortos inquietos e é para lá que vão quando os humanos morrerem. É composto por vários lugares, a Tempestade, a ilha de Estígia (e outras mais distantes) e nas Regiões Sombrias as Necrópoles e as Cidadelas. Algumas pessoas quando morrem não passam por esse mundo, transcendendo no momento da morte e por isso não são vistas por estes lugares.
Outros lugares importantes:
Vislumbrar as Regiões Sombrias
Nestas regiões os mortos podem conviver com os vivos sem interagir com eles, não conseguem tocar e nem serem ouvidos.
Fugir de onde está A Tempestade
Quando o universo foi criado, diziam que quando os humanos começaram a utilizar de sua imaginação e suas ideias, pensamentos formaram o mar onde agora é A Tempestade. Segredos, lembranças, tristeza e desespero borbulham de lá.
A Tempestade é como o mar que separa a ilha de Estígia e as Regiões Sombrias (onde vivem os vivos)
Habitar as Necrópoles, Cidadelas e Nulidades
A Necrópole é uma cidade real habitada por Aparições, pode ser uma biblioteca ou um hotel amaldiçoado. Ela é localizada nas Regiões Sombrias. Nulidades são buracos de onde a tempestade pode derramar sua podridão. Serve como caminhos para vagar entre os reinos.
Morar em Estígia
É a maior ilha do Mundo Inferior, é em Estígia que vivem a maioria dos mortos inquietos, é lá que se concentram o resto das Guildas de Aparições e os Barqueiros.

### Mistérios
Antes das guildas de aparições serem desfeitas, elas devotavam seu conhecimento às artes da morbidez. As guildas davam títulos aos seus seguidores. Esses nomes depois intitulavam as aparições que dominavam determinada arte.
Os mistérios são:
Argos: Este mistério facilita que uma aparição trafegue, encontre atalhos e viaje com segurança pela Tempestade. As aparições que dominam este mistério são considerados Batedores.
Castigo: É a forma encontrada pela aparição de punir e drenar o poder da Sombra. As aparições dotadas deste mistério são considerados Confessores.
Encarnar: Permite invadir o mundo dos vivos e sentir suas influências, como o cheiro e o calor. Aparições que possuem esse mistério são chamados de Inspetores.
Fatalismo: Através deste mistério pode-se sentir e ler a marca do destino na alma. Possuidores deste mistério são oráculos.
Habitar: Uma aparição com este mistério pode habitar e sintonizar o objeto. As aparições que possuem esse mistério são considerados artífices.
Lamúria: Este mistério interfere no mundo do vivo e dos mortos, influenciando emoções profundas. Aparições que possuem esse mistério são chamados de Bardos.
Teia da Vida: Através deste mistério uma aparição pode reconhecer a ligação de outra com o mundo dos vivos. Estas aparições são os Monitores.
Modelar: É a arte de modelar o plasma imaterial a bel prazer. Aparições que possuem esse mistério são considerados Masquers.
Insulto: Através deste mistério uma aparição pode insultar a realidade, tocando o mundo dos vivos com a força sinética. Aparições dotadas deste mistério são Estranhos.
Pandemônio: São aparições de reputação terrível, afetam o mundo dos vivos com o caos. As aparições que fazem isso são Poltergeist.
Fantasma: É o mistério que possibilita levar a alma dos vivos para uma jornada fora do corpo. Aparições que usem esse mistério são considerados Sandmen.
Manipulação: É a arte viciante e proibida da possessão. Aparições que utilizam demasiadamente deste mistério são considerados Manipuladores.
Usura: Este mistério acelera a morte e fornece energia vital, o Pathos, para uma aparição. São as aparições chamadas de Usuários.
Para utilizar o mistério, uma aparição necessita usar o Pathos que retira de suas paixões mortais.

### A Sombra
A Sombra é o lado negro de uma aparição.

## Recepções
Wraith: The Oblivion ficou em 13º lugar na pesquisa dos leitores de 1996 da revista  Arcane  para determinar os 50 jogos de roleplay mais populares de todos os tempos. O editor da revista do Reino Unido, Paul Pettengale, comentou: "Profundo, estranho e não exatamente alegre", "Wraith" é, no entanto, um RPG interessante. O fundo do jogo fornece uma configuração rica em idéias e rompe com muitos dos estereótipos fantasma tradicionais. "Wraith" não é um jogo bem adaptado ao jogo casual, mas dado um grupo preparado para fazer algum esforço, pode ser um desafio".